# Калганівка
Калганівка, калганка — традиційна українська гірка настоянка горілки на калгані. Для класичної настоянки використовують дикий або лікарський калган (наукова назва альпінія), що росте в листяних і мішаних лісах, на узліссях і лісових галявинах. Нині в промисловому виробництві також застосовують його аналог — перстач прямостоячий.
Завдяки простому рецепту й відмінному смаку настоянка дуже цінується серед любителів домашнього спиртного. П'ється калганівка дуже легко і в невеликих кількостях не викликає похмілля. Разом з тим вживати її треба обережно, оскільки впливає на тиск.

Про неї у творі «Енеїда» згадує Іван Котляревський
|  | «І кубками пили слив'янку, Мед, пиво, брагу, сирівець, Горілку просту і калганку, Куривсь для духу яловець.» |

.

## Приготування

### Складники
- горілка — 1 л або спирт 65-70 %
- корінь калгану (перстачу) — 5-6 шт.

### Рецепт
Залити горілкою (спиртом) висушені корінці кореня калгану, можна їх порізати на 2—3 частини. Витримувати 10—14 днів з періодичним збовтуванням вмісту. В результаті отримується напій коньячного кольору, з тонким ароматом і смаком.
За іншими рецептами додається коріння солодки, що пом'якшує смак калганівки, робить її більш м'якою і цілісною; кавові зерна, які надають більш насичене забарвлення.

## Корисні якості
Вважається, що в помірній кількості (по 30 г — вдень і ввечері) лікує шлункові хвороби, від захворювання статевої залози. У народній медицині, враховуючи дезінфекційну і бактерицидну дію, використовується проти гнійників, прищів і фурункулів: порошком із розтертого кореневища посипають уражене місце. Широке застосування в народній медицині отримала настоянка калгану як засіб для чоловічої потенції.